# Rhino Studios
Rhino Studios est un studio japonais de développement de jeux vidéo basé dans l'arrondissement de Meguro à Tōkyō, fondé par d'anciens employés de chez Data East et Sega en avril 2005.
La première réalisation du studio est le jeu Afrika, sorti exclusivement sur PlayStation 3 en 2008 au Japon et en 2009 aux États-Unis.

## Jeux
| Titres               | Date de sortie | Plates-formes |
| -------------------- | -------------- | ------------- |
| Afrika/Hakuna Matata | 2008           | PlayStation 3 |
| Ape Escape           | 2011           | PlayStation 3 |
| Wild Safari Animals  | 2012           | Android, iOS  |